# Comissió internacional de persones desaparegudes
La Comissió internacional de persones desaparegudes (abreujat CIPD; en anglès, International Commission on Missing Persons o ICMP) és una organització intergovernamental que tracta la qüestió de les persones desaparegudes a conseqüència de conflictes armats, violacions dels drets humans i desastres naturals. La comissió, amb seu a La Haia, col·labora amb els governs en l'exhumació de fosses comunes i en la identificació a través de l'ADN de les persones desaparegudes, dona suport a associacions de familiars i aconsella en la creació d'estratègies i institucions per buscar persones desaparegudes. El desembre de 2014 cinc països van signar un tractat pel qual s'establia la comissió com a "organització internacional per dret propi" i es designava La Haia com a seu de l'organització.